# Body Count (Band)
Body Count ist eine 1990 vom Rapper Ice-T gegründete US-amerikanische Band, die besonders durch ihre damalige Innovation, Hip-Hop-Elemente mit Heavy-Metal-Elementen und Hardcore Punk zu verknüpfen, bekannt wurde. Die Texte des ersten Albums, insbesondere des Songs zu Cop Killer, sorgten für Kontroversen in den Vereinigten Staaten.

## Geschichte
1992 erschien auf Ice-Ts Album Original Gangster der Song Body Count, mit dem die Band auch in Hip-Hop-Kreisen Anerkennung bekam. Zusammen mit den Musikern Ernie C (Ernie Cunnigan, Gitarre), D-Roc (Dennis Miles, Gitarre), Mooseman (Lloyd Roberts III, Bass) und Beatmaster V (Victor Ray Wilson, Schlagzeug) veröffentlichte Ice-T 1992 das Debütalbum Body Count, das vor allem durch die damals moderne Mischung aus Hip-Hop und Hard Rock sowie durch die öffentliche Kritik am Song Cop Killer auffiel. Der Text brachte der Band für längere Zeit negative Schlagzeilen und den Vorwurf ein, Gewalt gegen Polizeibeamte gutzuheißen. Im Detail nimmt der Text Bezug auf den schwarzen US-Bürger Rodney King, der im selben Jahr von weißen Polizisten misshandelt worden war. Dieser Song war Auslöser für die Beendigung des Plattenvertrags zwischen Body Count und der Warner Music Group wenige Monate später.
Das 1994 auf dem Label Priority Records erschienene Album Born Dead brachte zwar durchschnittlichen kommerziellen Erfolg, konnte aber keine neuen inhaltlichen Akzente setzen. Zudem fehlten in textlicher Hinsicht extreme Songs, die das erste Album so bekannt gemacht hatten. Bassist Mooseman verließ außerdem kurz nach Erscheinen von Born Dead die Band. Trotzdem konnte 1997 – verzögert durch den Tod des Schlagzeugers Beatmaster V – das Album Violent Demise: The Last Days veröffentlicht werden, das aber ebenso wie sein Vorgänger keine Neuerungen brachte und sich dazu als kommerzieller Misserfolg erwies. Ex-Bassist Mooseman wurde im Jahr 2001 auf offener Straße erschossen. Gitarrist D-Roc erlag im August 2004 einem Krebsleiden. 2005 reformierte Ice-T die Band. Besetzung: Sänger/Frontmann Ice-T, Leadgitarrist Ernie C, OT (Schlagzeug), Bendrix (Rhythmusgitarre) und Vincent Price (Bass). 2006 erschien das Album Murder 4 Hire, eine Etappe der Tour führte die Band im August auch nach Deutschland.
2011 beteiligte sich Body Count am Soundtrack des Videospiels Gears of War 3, nachdem Ice-T bereits auf der Electronic Entertainment Expo 2011 in Los Angeles zusammen mit den Entwicklern von Epic Games das Spiel vorgestellt hatte. Ein Ausschnitt des Songs The Gears of War ist dabei erstmals im Gameplay-Trailer Horde 2.0: Five against all zu hören. 2014 erschien mit Manslaughter das erste Album der Band seit dem 2006 veröffentlichten Murder 4 Hire. Das Album Manslaughter wurde von Rezensenten positiv aufgenommen.
Ende März 2017 erschien das sechste Studioalbum Bloodlust. Zu dem Song No Lives Matter sagte Ice-T, die klare Botschaft der Black-Lives-Matter-Bewegung werde durch „All Lives Matter“-Botschaften relativiert. In der Sache sei es zwar richtig, auch andere marginalisierte Gruppen zu benennen, hier ging es aber darum, dass Schwarze in den USA sterben. Der Song wurde bereits im Februar 2017 als Single veröffentlicht. Bei den Aufnahmen wirkten die Gäste Randy Blythe, Dave Mustaine und Max Cavalera (bei All Love Is Lost) mit. Anfang März 2020 erschien das siebte Studioalbum Carnivore, auf dem wiederum einige Gäste vertreten sind (Amy Lee, Jamey Jasta und Riley Gale von Power Trip). Mit dem Lied Bum-Rush gewann die Band bei den Grammy Awards 2021 den Grammy in der Kategorie Best Metal Performance.
Im November 2024 erschien das neue Album Merciless. Als Besonderheit enthält das Album eine Coverversion des Titels Comfortably Numb, der im Original auf dem Pink-Floyd-Album The Wall 1979 erschien. Pink Floyd-Gitarrist David Gilmour war von der Version so überzeugt, dass er ein sechsminütiges Gitarrensolo beisteuerte.

## Mitglieder

Body Count, aktuelle Besetzung live auf dem With Full Force 2018
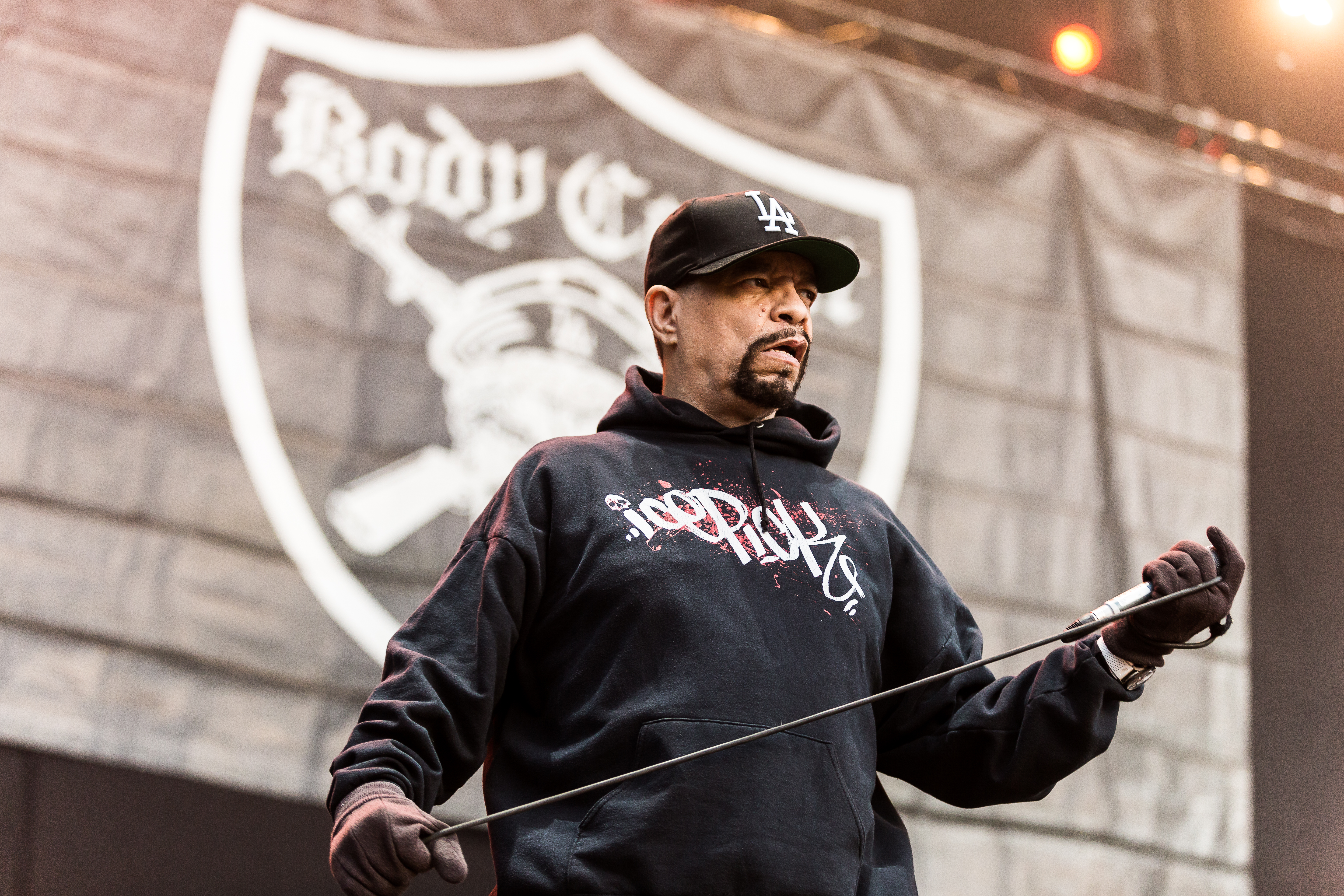
Sänger Ice-T
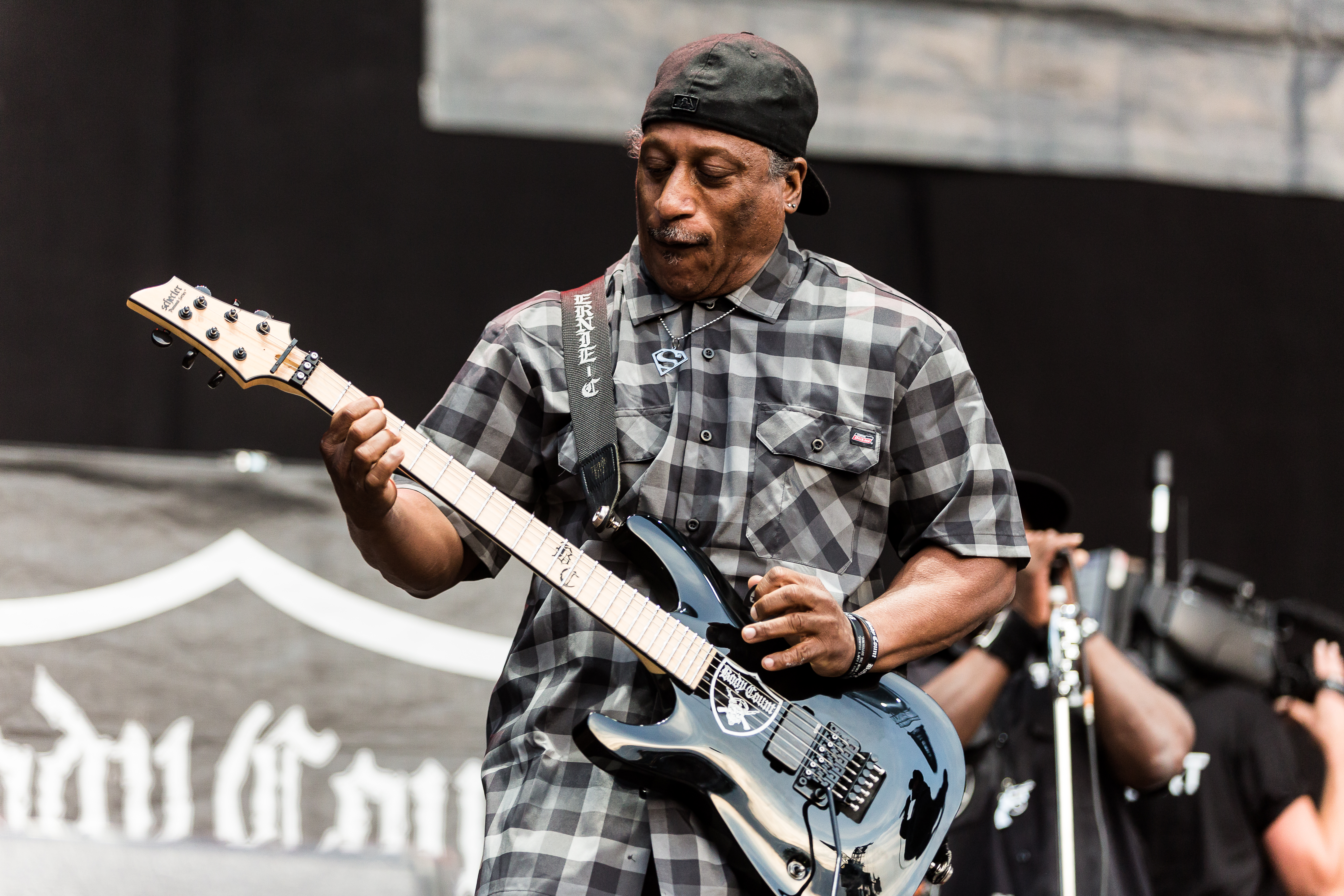
Gitarrist Ernie C
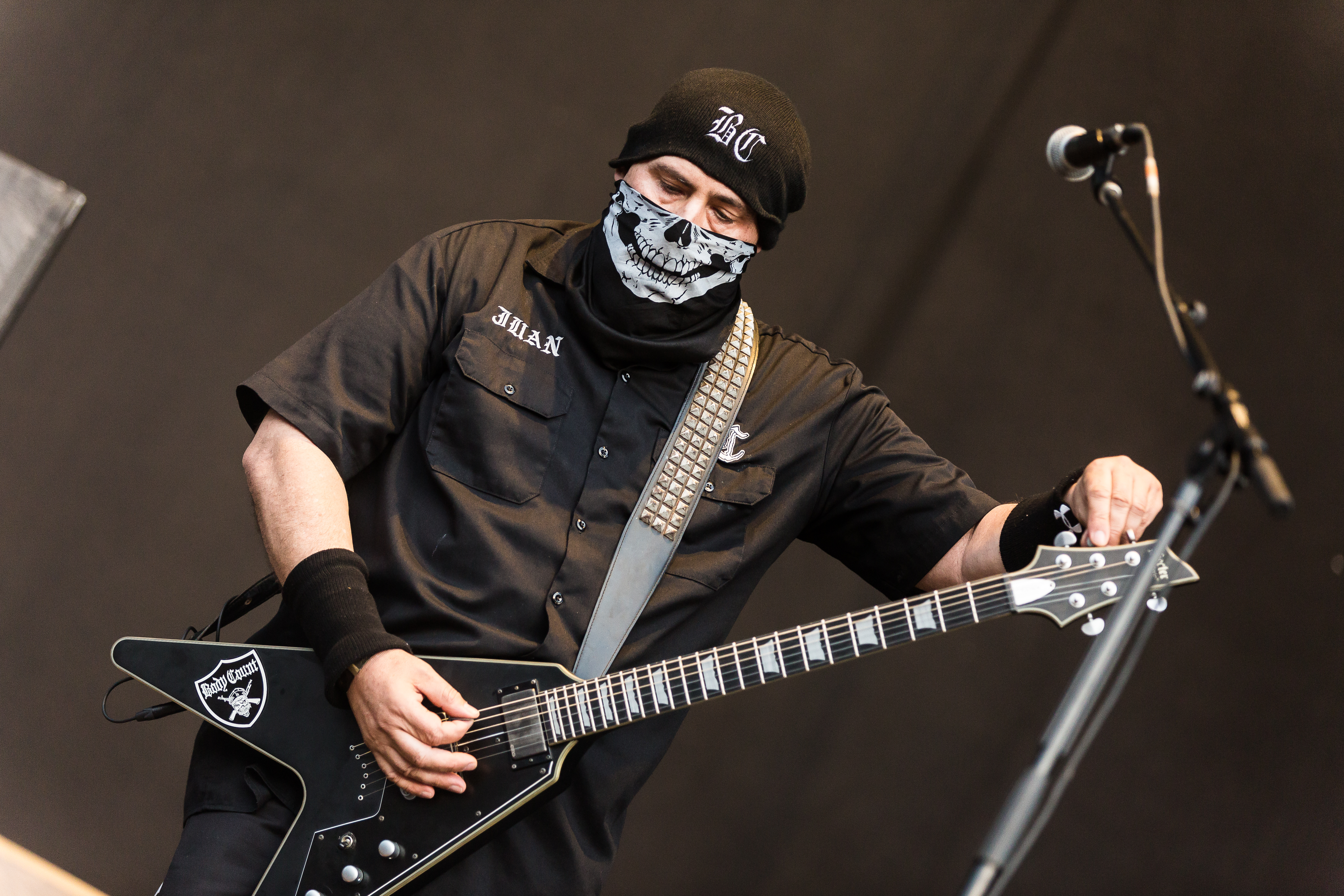
Gitarrist Juan of the Dead
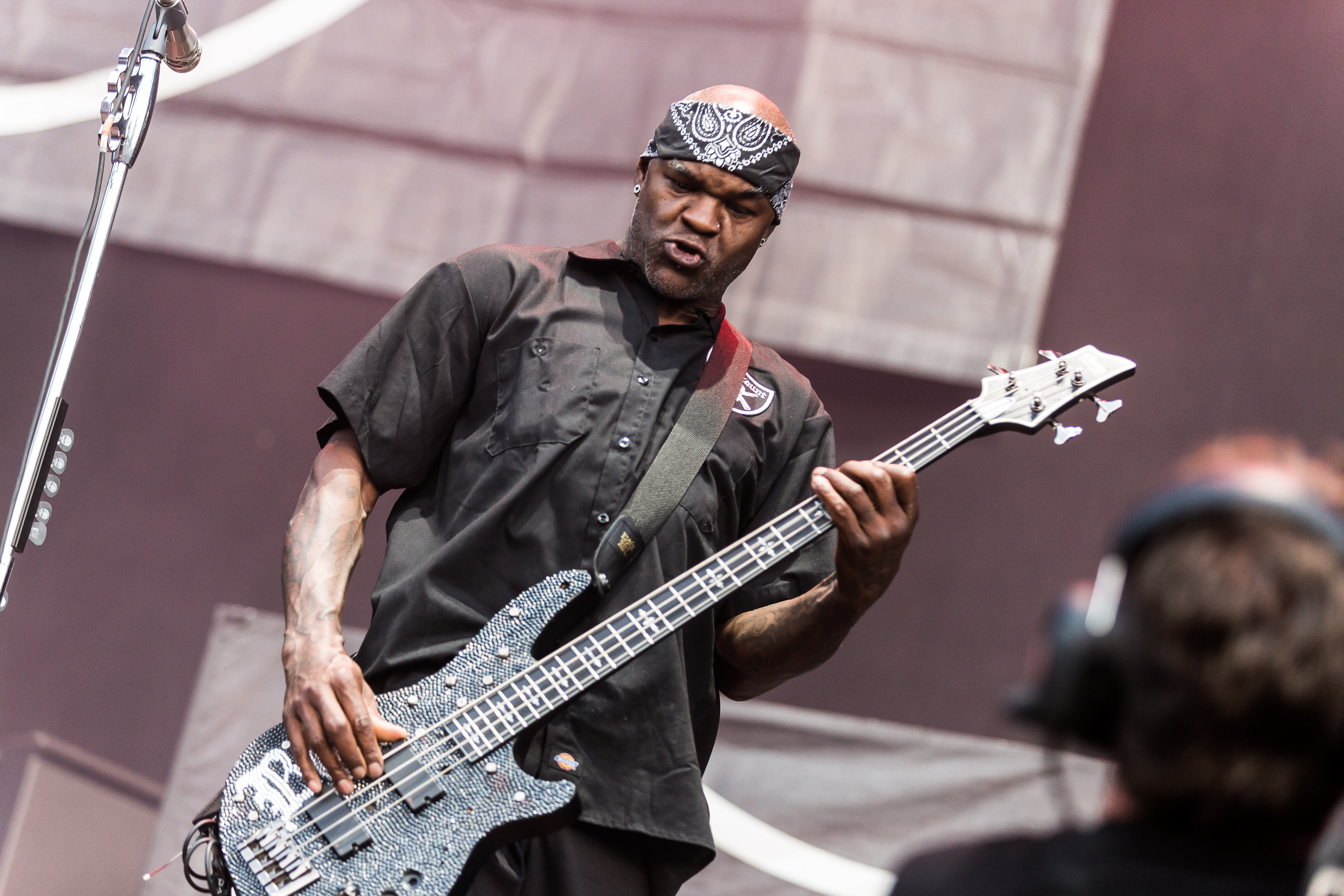
Bassist Vincent Price
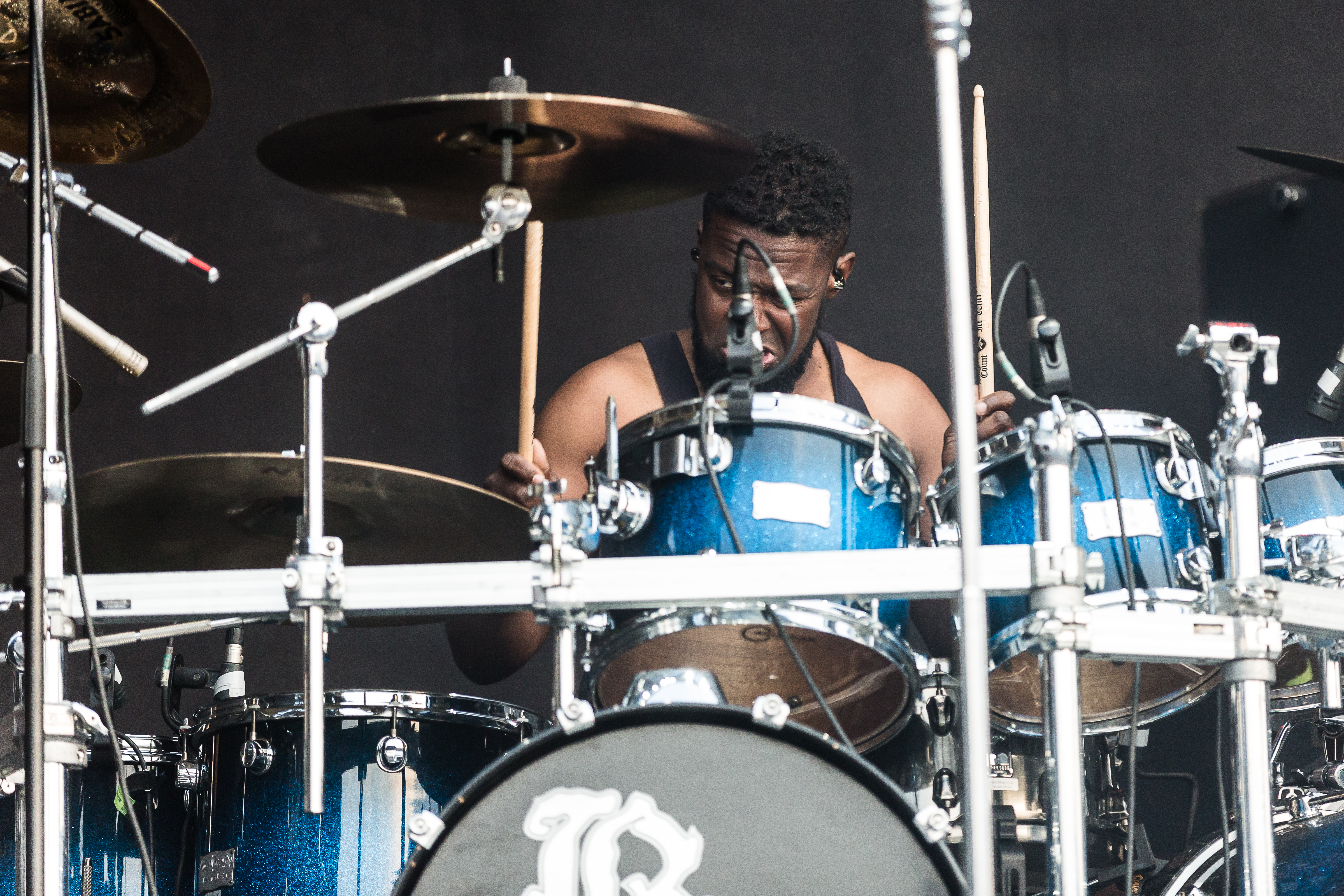
Schlagzeuger Ill Will

## Diskografie
Studioalben

| Jahr | Titel Musiklabel                             | Höchstplatzierung, Gesamtwochen, AuszeichnungChartplatzierungen (Jahr, Titel, Musiklabel, Platzierungen, Wochen, Auszeichnungen, Anmerkungen) | Höchstplatzierung, Gesamtwochen, AuszeichnungChartplatzierungen (Jahr, Titel, Musiklabel, Platzierungen, Wochen, Auszeichnungen, Anmerkungen) | Höchstplatzierung, Gesamtwochen, AuszeichnungChartplatzierungen (Jahr, Titel, Musiklabel, Platzierungen, Wochen, Auszeichnungen, Anmerkungen) | Höchstplatzierung, Gesamtwochen, AuszeichnungChartplatzierungen (Jahr, Titel, Musiklabel, Platzierungen, Wochen, Auszeichnungen, Anmerkungen) | Höchstplatzierung, Gesamtwochen, AuszeichnungChartplatzierungen (Jahr, Titel, Musiklabel, Platzierungen, Wochen, Auszeichnungen, Anmerkungen) | Anmerkungen                                             |
| Jahr | Titel Musiklabel                             | DE | AT | CH | UK | US | Anmerkungen                                             |
| ---- | -------------------------------------------- | --- | --- | --- | --- | --- | ------------------------------------------------------- |
| 1992 | Body Count Sire Records                      | DE25 Gold · (50 Wo.)DE | — | — | — | US20 Gold · (26 Wo.)US | Erstveröffentlichung: 30. März 1992 Verkäufe: + 750.000 |
| 1994 | Born Dead Virgin Records                     | DE5 (21 Wo.)DE | AT5 (13 Wo.)AT | CH10 (10 Wo.)CH | UK15 (4 Wo.)UK | US74 (3 Wo.)US | Erstveröffentlichung: 6. September 1994                 |
| 1997 | Violent Demise: The Last Days Virgin Records | DE45 (5 Wo.)DE | — | — | — | — | Erstveröffentlichung: 11. März 1997                     |
| 2006 | Murder 4 Hire Escapi Music                   | — | — | — | — | — | Erstveröffentlichung: 1. August 2006                    |
| 2014 | Manslaughter Sumerian Records                | DE92 (1 Wo.)DE | — | — | — | US102 (1 Wo.)US | Erstveröffentlichung: 10. Juni 2014                     |
| 2017 | Bloodlust Century Media                      | DE13 (6 Wo.)DE | AT24 (1 Wo.)AT | CH18 (2 Wo.)CH | — | US157 (1 Wo.)US | Erstveröffentlichung: 31. März 2017                     |
| 2020 | Carnivore Century Media                      | DE5 (3 Wo.)DE | AT8 (2 Wo.)AT | CH10 (3 Wo.)CH | — | US28 (2 Wo.)US | Erstveröffentlichung: 6. März 2020                      |
| 2024 | Merciless Century Media                      | DE12 (1 Wo.)DE | AT22 (1 Wo.)AT | CH15 (1 Wo.)CH | — | — | Erstveröffentlichung: 22. November 2024                 |